# Comuna Galiciuica, Dolj
Galiciuica este o comună în județul Dolj, Oltenia, România, formată numai din satul de reședință cu același nume.
Este situată la 45 km de Craiova și 8 km de Băilești.

## Demografie
Componența etnică a comunei Galiciuica
     Români (95,73%)
     Alte etnii (4,27%)
Componența confesională a comunei Galiciuica
     Ortodocși (94,05%)
     Alte religii (1,3%)
     Necunoscută (4,66%)
Conform recensământului efectuat în 2021, populația comunei Galiciuica se ridică la 1.310 locuitori, în scădere față de recensământul anterior din 2011, când fuseseră înregistrați 1.512 locuitori. Majoritatea locuitorilor sunt români (95,73%). Din punct de vedere confesional, majoritatea locuitorilor sunt ortodocși (94,05%), iar pentru 4,66% nu se cunoaște apartenența confesională.

## Politică și administrație
Comuna Galiciuica este administrată de un primar și un consiliu local compus din 9 consilieri. Primarul, Iulian-Georgel Tica[*], de la Partidul Social Democrat, este în funcție din octombrie 2020. Începând cu alegerile locale din 2024, consiliul local are următoarea componență pe partide politice:
|  | Partid                          | Consilieri | Componența Consiliului | Componența Consiliului | Componența Consiliului | Componența Consiliului |
|  | ------------------------------- | ---------- | ---------------------- | ---------------------- | ---------------------- | ---------------------- |
|  | Partidul Social Democrat        | 4          |                        |                        |                        |                        |
|  | Partidul Național Liberal       | 3          |                        |                        |                        |                        |
|  | Alianța pentru Unirea Românilor | 1          |                        |                        |                        |                        |
|  | Uniunea Salvați România         | 1          |                        |                        |                        |                        |